# Vakuf (Lopare)
Pour les articles homonymes, voir Vakuf.
Vakuf (en serbe cyrillique : Вакуф) est un village de Bosnie-Herzégovine. Il est situé dans la municipalité de Lopare et dans la république serbe de Bosnie. Selon les premiers résultats du recensement bosnien de 2013, il compte 292 habitants.

## Démographie

### Évolution historique de la population dans la localité
| 1948 | 1953 | 1961 | 1971 | 1981 | 1991 | 2013 |
| ---- | ---- | ---- | ---- | ---- | ---- | ---- |
| -    | -    | 298  | 295  | 315  | 351, | 292  |

|  |